# فاطمة أنصاري
فاطمة أنصاري (12 يونيو 1995 بكراتشي في باكستان - ) هي لاعبة كرة قدم باكستانية في مركز الوسط.